# Марлен Жобер
Марлен Жобер (фр. Marlène Jobert; нар. 4 листопада 1940, Алжир) — французька акторка, співачка, письменниця дитячої літератури.

## Біографія
Народилася 4 листопада 1940 року в Алжирі, який тоді був частиною Франції.
Навчалася у Вищій школі мистецтв у Діжоні, потім у Паризькій консерваторії. Була фотомоделлю, статисткою в кіно, працювала в паризьких театрах і на телебаченні.
Перша робота в кіно у фільмі Жана-Люка Годара «Чоловіче — жіноче» («Masculin feminin», 1966). За короткий час стала однією з найпопулярніших французьких акторок 60-70-х років.
Найзначніші роботи Марлен Жобер в фільмах режисерів Жозе Джованні «Останнє відоме місце проживання» («Dernier domicile connu», 1970), Іва Робера «Божевільну — вбити» («Folle a tuer», 1975), Рене Клемана «Пасажир дощу» (1969).
Акторка також знімалася в інших провідних французьких кінорежисерів: Клода Шаброля, Моріса Піали, Філіппа де Броки, Луї Маля, Клода Лелуша.
Марлен Жобер — мати відомої акторки Еви Ґрін.

## Фільмографія
- 1966 — Чоловіче — жіноче —  Елізабет
- 1966 —  Солдат Мартен [fr] —  партизанка
- 1967 —  Злодій —  Бросалі
- 1967 — Блаженний Олександр —  Агата
- 1968 —  Не треба приймати божих дітей за диких качок [fr] —  Ріта
- 1968 — Астрагал —  Анна
- 1969 — Пасажир дощу —  Мелі
- 1969 —  Останнє відоме місце проживання —  Жанна Дюма
- 1971 —  Повторний шлюб —  Шарлотта
- 1971 —  Втеча —  Лорен
- 1971 —  Спіймати шпигуна [en] —  Фабіен
- 1971 —  Жахлива декада —  Елен
- 1972 —  Ми не постаріємо разом [fr] —  Катрін
- 1974 —  Жульєтт і Жульєтт —  Жюльєт Росенек
- 1974 —  Секрет —  Джулія
- 1975 —  Божевільну — вбити [fr] —  Жюлі
- 1975 —  Не такий вже й поганий [fr] —  Неллі
- 1976 —  Добрий і злі —  Лола
- 1977 —  Жулі-липучка [fr] —  Жюлі
- 1977 —  Обвинувач [fr] —  Мадам Арангрюд
- 1978 —  Відвідаймо маму, тато працює [fr] —  Агнес
- 1979 —  Іграшка —  Ада Барлетта
- 1979 —  Війна поліцій [fr] —  Марі
- 1981 —  Брудна справа [fr] —  Елен
- 1981 — Оголена любов —  Клер
- 1983 —  Злом [fr] —  Крістін
- 1984 —  Вершники бурі [fr] —  Марі
- 1984 —  Спогади, спогади [fr] —  Надя
- 1989 — Лелеки — не такі, як про них думають —  Марі